# بونيويلو
بونيويلو (بالإسبانية: Buñuelo) وتدعى كذلك «بيمويلو» (bimuelo)، «برمويلو» (birmuelo)، «بيرمويلو» (bermuelo)، «بورمويلو» (burmuelo)، «بونويلو» (bonuelo)، (بالكتالونية: «بونيول» (bunyol)). هي عبارة عن عجينة مقلية كروية الشكل، يتواجد الطبق في جنوب غرب أوروبا وأمريكا اللاتينية وأجزاء من إفريقيا وآسيا. وهي وجبة خفيفة شهيرة في الأرجنتين وبليز وبوليفيا وكولومبيا وكوبا والإكوادور والسلفادور واليونان وغوام وغواتيمالا والهند وإيطاليا وإسرائيل والمكسيك ونيكاراغوا وبنما والفلبين وبورتوريكو وإسبانيا وتركيا وأوروغواي وفنزويلا. يتم إعداده تقليديا في عيد الميلاد ورمضان، وبين اليهود السفارديون في هانوكا. وقد تكون مغطاة أو محشية. في المطبخ المكسيكي يتم تقديم الطبق في كثير من الأحيان مع شراب مصنوع من السكر البني الطبيعي غير المكرر المستخرج من قصب السكر والمسمى «بانيلا أو بيلونسيو» (panela أو piloncillo).

من المعروف أن البونيويلو قد أستهلك لأول مرة بواسطة المورسكيين في إسبانيا. يتكون الطبق عادةً من عجينة مخمرة بسيطة معتمدة على القمح، وغالباً ما تُنكه باليانسون، ومن ثم يتم لفه أو تقطعيه أو تشكيله إلى قطع فردية، ثم يتم تقليته وبعدها تغطى القطع بتغطية حلوة. وقد تُحشى البونيويلو بأشياء متعددة سواء كانت حلوة أو مالحة. يمكن أن يُلف العجين بشكل كراة أو بشكل قرص. تُعتبر البونيلويلو في أمريكا اللاتينية رمز للحظ السعيد.

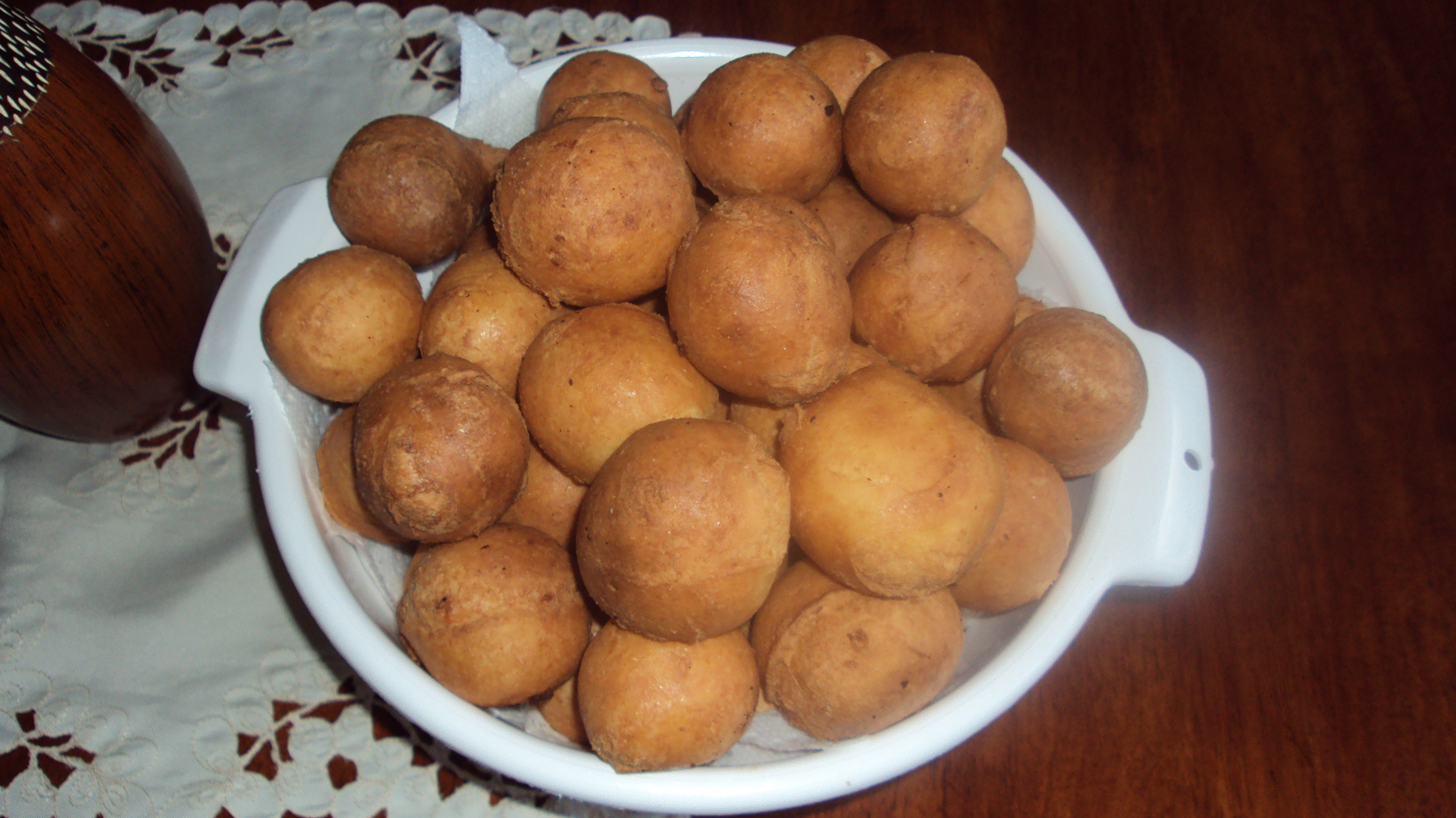
بونيويلو منزلية الصنع.
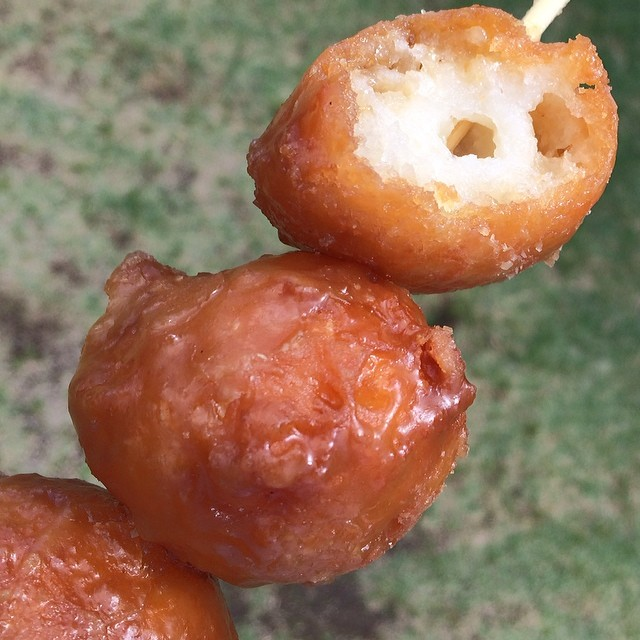
كاسكرون، صنف فلبيني للبونيويلو مصنوع من الأرز الدبق المطحون.
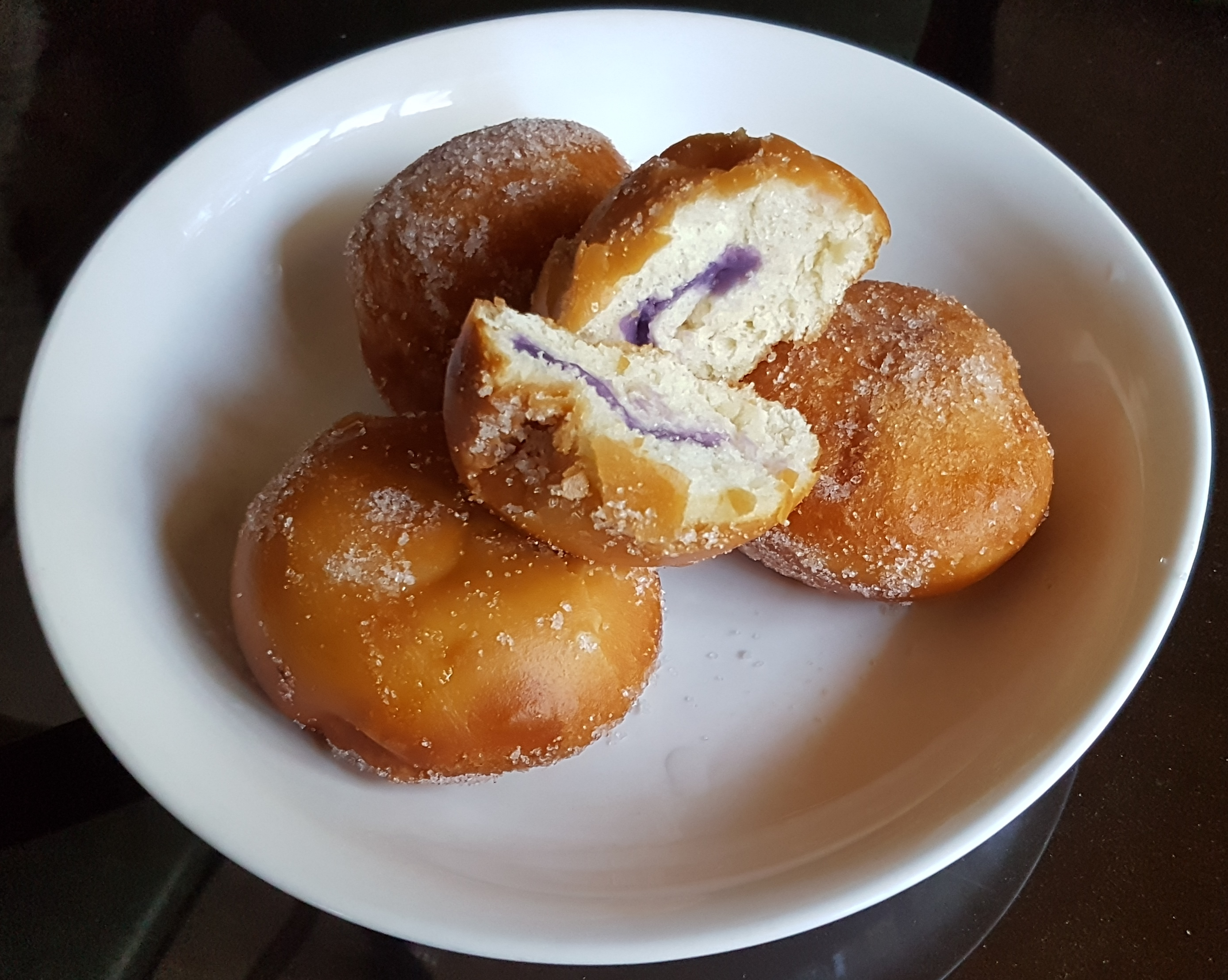
بونويلو فلبينية محشوة.